# 二乙烯基硫醚
二乙烯基硫醚是化学式S(CH=CH2)2的有机硫化合物。它是有微弱气味的无色液体，存在于葱属的某些种中，如熊葱。
二乙烯基硫醚可通过硫化氢与乙炔反应产生，因此当用工业级碳化钙（其中含有硫化钙杂质，水解产生硫化氢）的水解制备乙炔时，也会产生二乙烯基硫醚。它最早于1920年通过芥子气与乙醇钠反应制备：
(ClCH2CH2)2S  +  2 NaOEt   →  (CH2=CH)2S  +  2 EtOH  +  2 NaCl
它与氧化银反应，生成二乙烯醚。